# Cesira Ferrari
Cesira Ferrari (Reggio Emilia?, 1895 – ...) è stata un soprano italiano.

## Biografia
Il nome ha creato sovente confusione con la più rinomata soprano biellese Cesira Ferrani. 
Non è da confondere con altre cantanti quali Ines Maria Ferraris, Teresina Ferraris, o Nerina Ferrari. Il fatto che i genitori l'abbiano battezzata Cesira fa pensare che fossero melomani, ispirati nella scelta del nome da un lato dall'assonanza del cognome, dall'altro dagli echi della prima di Manon Lescaut e delle recite di Cesira Ferrani del 1894 e 1895 in Emilia-Romagna.
Ha avuto in Italia, negli anni Venti e Trenta del Novecento, una tipica carriera da comprimaria. Nel 1919 debutta al Teatro Municipale di Reggio Emilia col ruolo di Clotilde nella Norma di Vincenzo Bellini. Nello stesso teatro, il 4 aprile dell'anno successivo, è tra gli interpreti della nuova opera di Arnaldo Furlotti, La Samaritana. Nel 1921 è al Teatro Comunale di Bologna come Clorinda ne La Cenerentola di Gioachino Rossini. Negli anni seguenti partecipa alle rappresentazioni (tanto per citarne alcune) di: La Valchiria di Richard Wagner, La bella e il mostro di Luigi Ferrari Trecate (1925), Il favorito del re di Antonio Veretti (1932), Carmen di Georges Bizet, Francesca da Rimini di Riccardo Zandonai, Gianni Schicchi di Giacomo Puccini (tutte a Parma nel 1936). Inoltre nel 1930 viene scrittura alla Scala di Milano.
Incide Madama Butterfly di Puccini (1929, particina di Kate Pinkerton) e Il barbiere di Siviglia di Rossini (1930, parte secondaria di Berta).